# Escanecrabe
 Escanecrabe  es una población y comuna francesa, en la región de Mediodía-Pirineos, departamento de Alto Garona, en el distrito de Saint-Gaudens y cantón de Boulogne-sur-Gesse.

## Geografía
El pueblo está construido sobre un promontorio con vistas al valle de Save, en su margen derecha. Las comunidades cercanas son Mondilhan, Montbernard, Castera-Vignoles, Esparron, Cassagnabère-Tournas y Ciadoux.

## Demografía
| 304 | 278 | 226 | 211 | 225 | 240 |
| Para los censos de 1962 a 1999 la población legal corresponde a la población sin duplicidades (Fuente: INSEE [Consultar]) |     |     |     |     |     |